# Hessischer Landrücken
Der Hessische Landrücken (meist nur Landrücken genannt) ist ein in etwa Ost-West-Richtung verlaufender, etwa 13 km langer und nach Osten bis knapp 595,6 m ü. NHN hoher Basaltrücken im deutschen Bundesland Hessen. Der in Osthessen gelegene Höhenzug ist als Teil der Rhein-Weser-Wasserscheide Bindeglied zwischen der westlichen Rhön und dem östlichen Vogelsberg.

## Geographie

### Lage
Der Landrücken breitet sich an der Nahtlinie des Main-Kinzig-Kreises im Süden zum Landkreis Fulda im Norden aus, in unmittelbarer Nähe zum sich östlich anschließenden Landkreis Bad Kissingen, der bereits zu Bayern gehört. Nördlich bis nordöstlich von Schlüchtern und südlich von Flieden liegt er, im Uhrzeigersinn geordnet, zwischen dem Unteren Vogelsberg im Westen und Nordwesten, dem Fliedener Becken im Norden, dem Westlichen Rhönvorland im Nordosten, der Brückenauer Kuppenrhön im Osten und dem Schlüchterner Becken als Teil des Spessarts im Süden.

### Naturräumliche Gliederung
Der von Norden sanft ansteigende und im Süden eher schroff abfallende, flachwellige Naturraum Landrücken zählt zur Haupteinheit 353, Vorder- und Kuppenrhön (mit Landrücken), und trägt die Kennziffer 353.0. Seine Fläche beträgt in den Grenzen von Blatt 140 Schweinfurt 57,3 km², indes reicht der von den Einzelkuppen der Brückenauer Kuppenrhön deutlich abweichende, durchgängige Basaltschild, der auch der landläufigen Grenzziehung entspricht, nach Osten etwas weiter.
Außerhalb des erwähnten Ostteils mit dem Frauenstein erreicht der Landrücken nur an wenigen Stellen über 500 m Höhe und ist damit deutlich niedriger als die Mittelgebirge Rhön und Vogelsberg, die er verbindet.

### Berge und Quellen
An der Nordflanke des Landrückens entspringen diverse Quell- und Nebenflüsse der Fliede, eines Nebenflusses der Fulda, während die Südflanke den Main-Nebenfluss Kinzig speist.
Von Ost nach West gesehen reihen sich aufeinander folgende Gipfel und Flussquellen an:

Flussnamen kursiv, Flüsse und Berge südlich („S“) und nördlich („N“) der Wasserscheide sind eingerückt; Höhen in Meter (m) über Normalhöhennull (NHN)
- Frauenstein (595,6 m)
  - (N) Kalbach (zur Fliede)
  - (S) Schwarzbach (zum Elmbach, s. u.)
- Sparhöfer Küppel (578,5 m)
  - (N) Gemeineberg (gut 520 m)
  - (N) Steinbach bzw. Kressenwasser (zur Fliede)
- Fuldaer Wäldchen (529,2 m, äußerster Osten des Landrückens)
- Kirschberg (507,1 m)
- Huttener Berg (510 m)
  - (N) Hermannswasser (rechter Quellfluss der Fliede)
  - (N) Kautzer Wasser (zum Hermannswasser)
  - (S) Elmbach (zur Kinzig)
- Escheberg (452,3 m)
  - (S) Mordgraben (zum Riedbach, s. u.)
- Knöschen (464,5 m; nicht zu verwechseln mit dem 7 km nördlich gelegenen, 508,7 m hohen Berg gleichen Namens im Gieseler Forst)
  - (S) Riedbach (zur Kinzig)
  - (N) Eselswasser (zum Hermannswasser)

Die östlichsten der aufgeführten Berge, Frauenstein und Sparhöfer Küppel, werden auf Blatt Schweinfurt bereits zur Brückenauer Kuppenrhön gezählt.

## Naturpark
Der Landrücken liegt zum größten Teil im Bereich zweier Naturparks. Im Norden liegt der Landrücken im Naturpark „Hessische Rhön“ und im Süden im Naturpark „Hessischer Spessart“.

## Eisenbahn

### Landrückentunnel

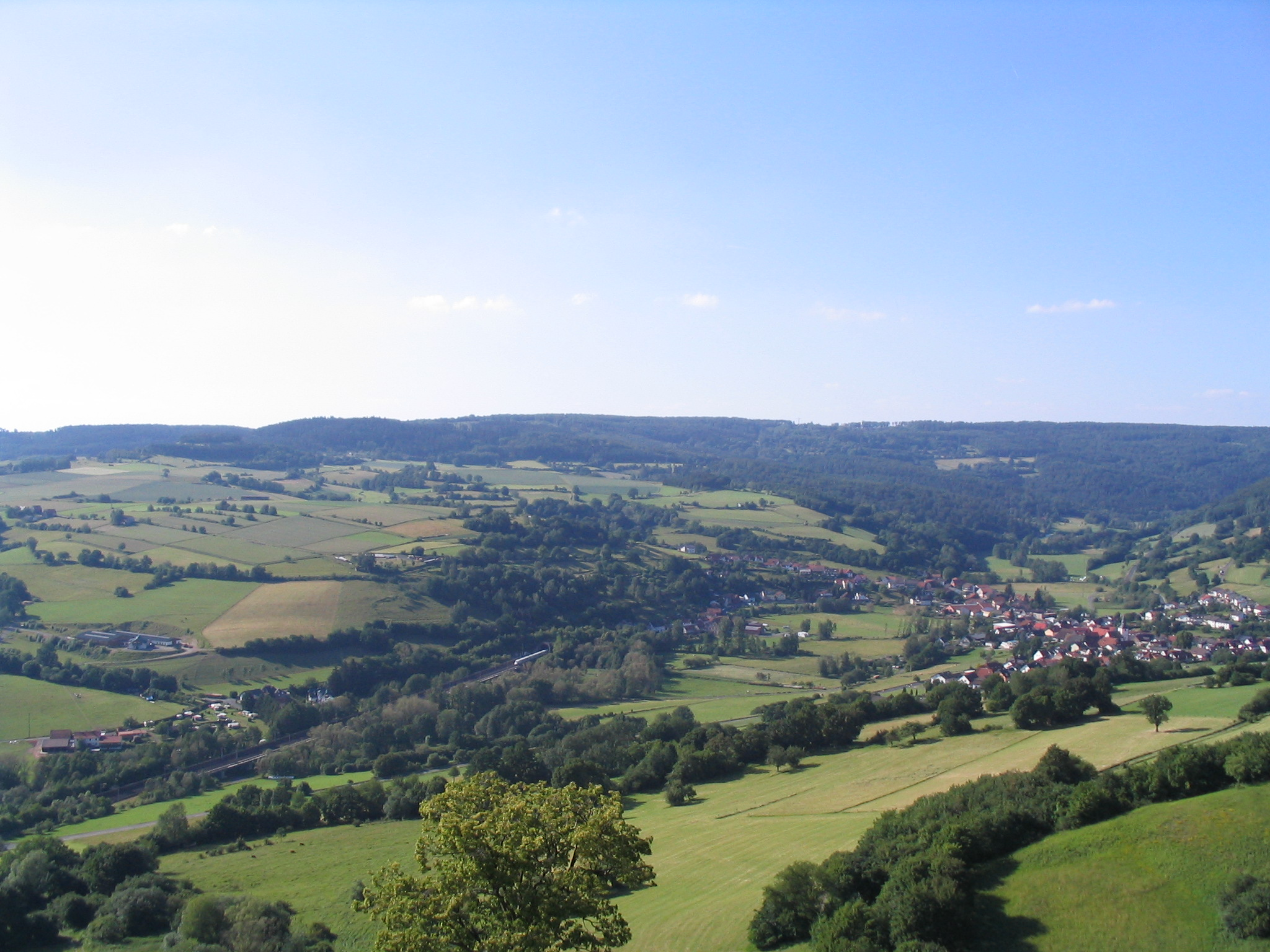
Ein ICE fährt in das Südportal des Landrückentunnels (Mitte) ein. Der Breite First als erste Erhebung, die der Landrückentunnel von dieser Seite durchquert, ist zu erkennen.

Unter dem Landrücken verläuft zwischen Kalbach im Norden und Sinntal im Süden der mit 10.779 m längste Tunnel Deutschlands, der Landrückentunnel, der zur Schnellfahrstrecke Hannover–Würzburg gehört.

### Schlüchterner Tunnel (Distelrasen-Tunnel)
Außerdem verläuft unter dem Landrücken bei Schlüchtern der 3.575 m lange Schlüchterner Tunnel (auch Distelrasen-Tunnel genannt), ein Eisenbahntunnel der Kinzigtalbahn von Frankfurt am Main nach Fulda.
Bis zu dessen Fertigstellung 1914 querte die Kinzigtalbahn den Landrücken oberirdisch mit einer Spitzkehre bei Schlüchtern-Elm. Dort schließt die Strecke nach Gemünden an, die den Landrücken mit mehreren kurzen Tunneln quert.